# Anschwitzen

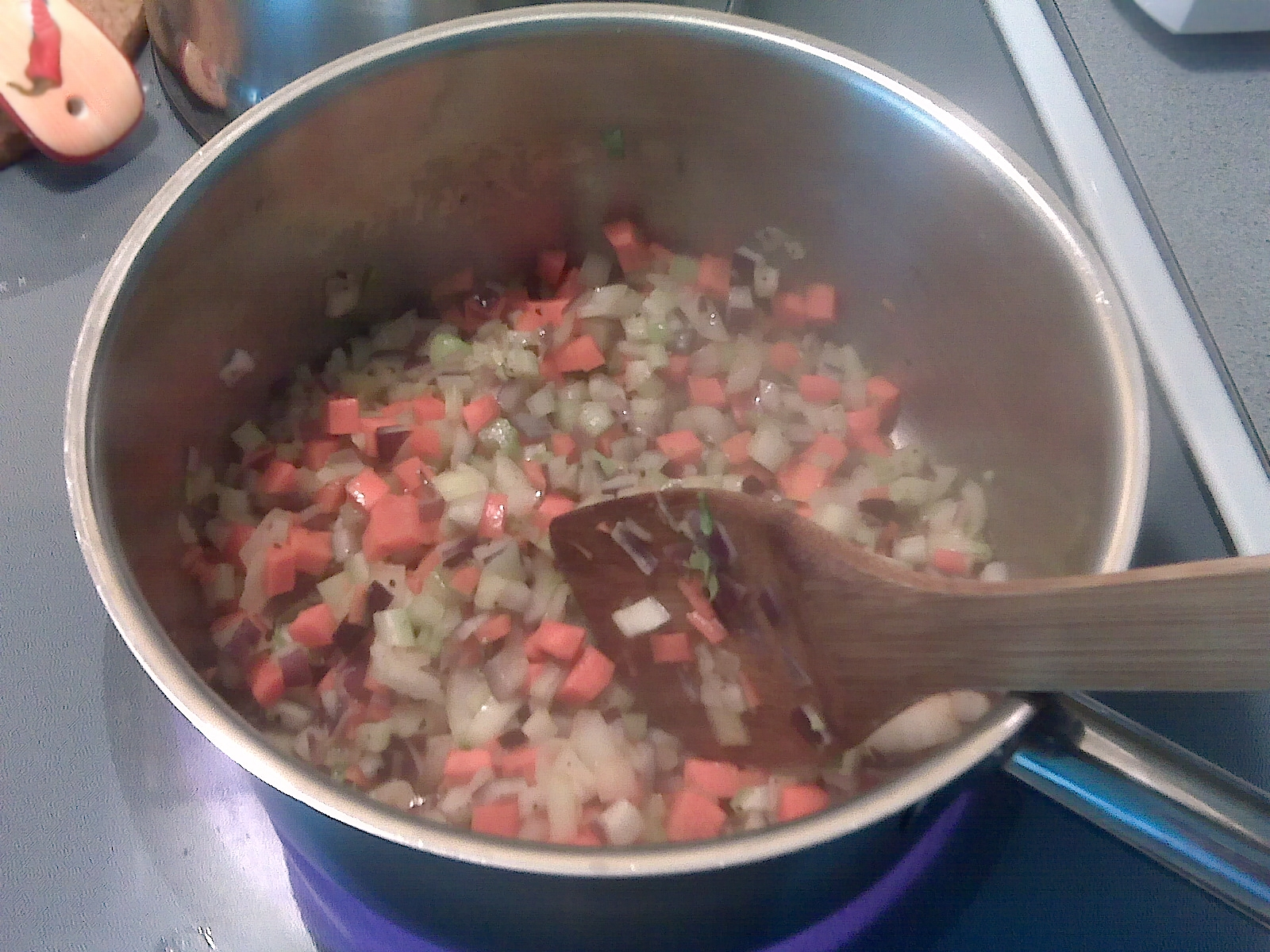
Anschwitzen von klein geschnittenem Gemüse (hier bei der Zubereitung einer Minestrone)

Mit Anschwitzen wird das kurze Garen von Gemüse in wenig Fett bei geringer Hitze bezeichnet. Das Gemüse „schwitzt“ seinen Saft aus und gart dabei langsam. Zwiebeln und Schalotten werden glasig, goldgelb und weich, ohne dabei zu bräunen, Röstaromen entstehen nicht. Beim Anschwitzen sollte das Gemüse im verwendeten Kochgeschirr (Pfanne oder Topf mit möglichst schwerem Boden) mehrmals bis häufig gewendet bzw. gerührt werden.
Als Anschwitzen wird auch das Erhitzen von Weizenmehl in heißem Fett bei der Zubereitung von Mehlschwitze bezeichnet, das unter ständigem Rühren erfolgen sollte.